# صباح الليل (فلم)
صباح الليل، هو فيلم سعودي كوميدي طويل تم إنتاجه في عام 2008، أخرجه مأمون البني، وأدى بطولته راشد الشمراني.

## قصة الفلم
تدور أحداث الفيلم حول شخصية "أبو هلال"، وهو سائق شاحنة بسيط يجد سيارة مهجورة في الصحراء. عند ركوب السيارة، تنقله بشكل سحري إلى زمن ما قبل الإسلام، حيث تتقاطع حياته مع ثلاث قصص تاريخية شهيرة: حرب داحس والغبراء، حرب البسوس، وحادثة عمرو بن كلثوم مع عمرو بن هند. يحاول "أبو هلال" ببساطته وتلقائيته حل المشكلات التي تواجهه خلال رحلته الزمنية، مما يؤدي إلى مواقف طريفة ودرامية.

## وصلات خارجية
- صباح الليل على موقع قاعدة بيانات الأفلام العربية